# Pipal
Pipal – gaun wikas samiti w zachodniej części Nepalu w strefie Rapti w dystrykcie Rukum. Według nepalskiego spisu powszechnego z 2001 roku liczył on 754 gospodarstw domowych i 4147 mieszkańców (2015 kobiet i 2132 mężczyzn).